# 10. divertimento (Mozart)
Wolfgang Amadeus Mozart No. 10-es D-dúr divertimentója hattételes mű. Köchel-jegyzékszáma: K. 334 (320b).
A darabot vonósnégyesre és két kürtre írta 1779 nyarán.

## Tételei
1. Allegro
2. Thema mit sechs Variationen. Andante
3. Menuetto
4. Adagio
5. Menuetto
6. Rondo. Allegro

## Jellemzői
A salzburgi évek nyűge egyre elviselhetetlenebb számára ebben az időben. A hercegérsek eltűri ugyan, hogy szimfonikus műveket komponáljon (három szimfóniája való ebből a periódusból), e művek kis száma azonban azt mutatja, hogy bátorítást keveset kap Mozart, ösztönzést pedig semmit. Néhány alkalmi kompozíció is születik ez idő tájt: a D-dúr szerenád (K. 320) és ez az azonos hangnemű divertimento.
Valószínűleg ugyanazok a zenészek játszották ezt a művet, mint a K. 287-es divertimentót: az első hegedű számára Mozart mindkét műben virtuóz szólamokat írt. A szerenádhangot a darab saroktételeiben alkalmazza a zeneszerző, míg a „belső” tételekben személyes mondanivalónak ad kifejezést.
A második d-moll variációs tétel számára különös csengésű, komor témát választott. Ez már nem a gáláns éji zenék megszokott hangja. Sokkal inkább illik ahhoz a magányos, tépelődő, rezignált emberhez, akit a salzburgi esztendők keserű tapasztalatai érleltek felnőtté; de a franciásan kecses első menüett éppúgy elárulja a mélyén rejlő komorságot, mint a második táncdarab, amelynek mindkét triója moll hangnemben íródott. Az első menüett egyébként egyike azoknak a daraboknak, amelyek a sorozatból kinőve váltak rendkívül népszerűvé, és számos feldolgozásban hangzanak fel.